# Tadeusz Estreicher
Tadeusz Kazimierz Estreicher (ur. 19 grudnia 1871 w Krakowie, zm. 8 kwietnia 1952 tamże) – polski chemik, profesor uniwersytetów w Krakowie i Fryburgu.

## Życiorys

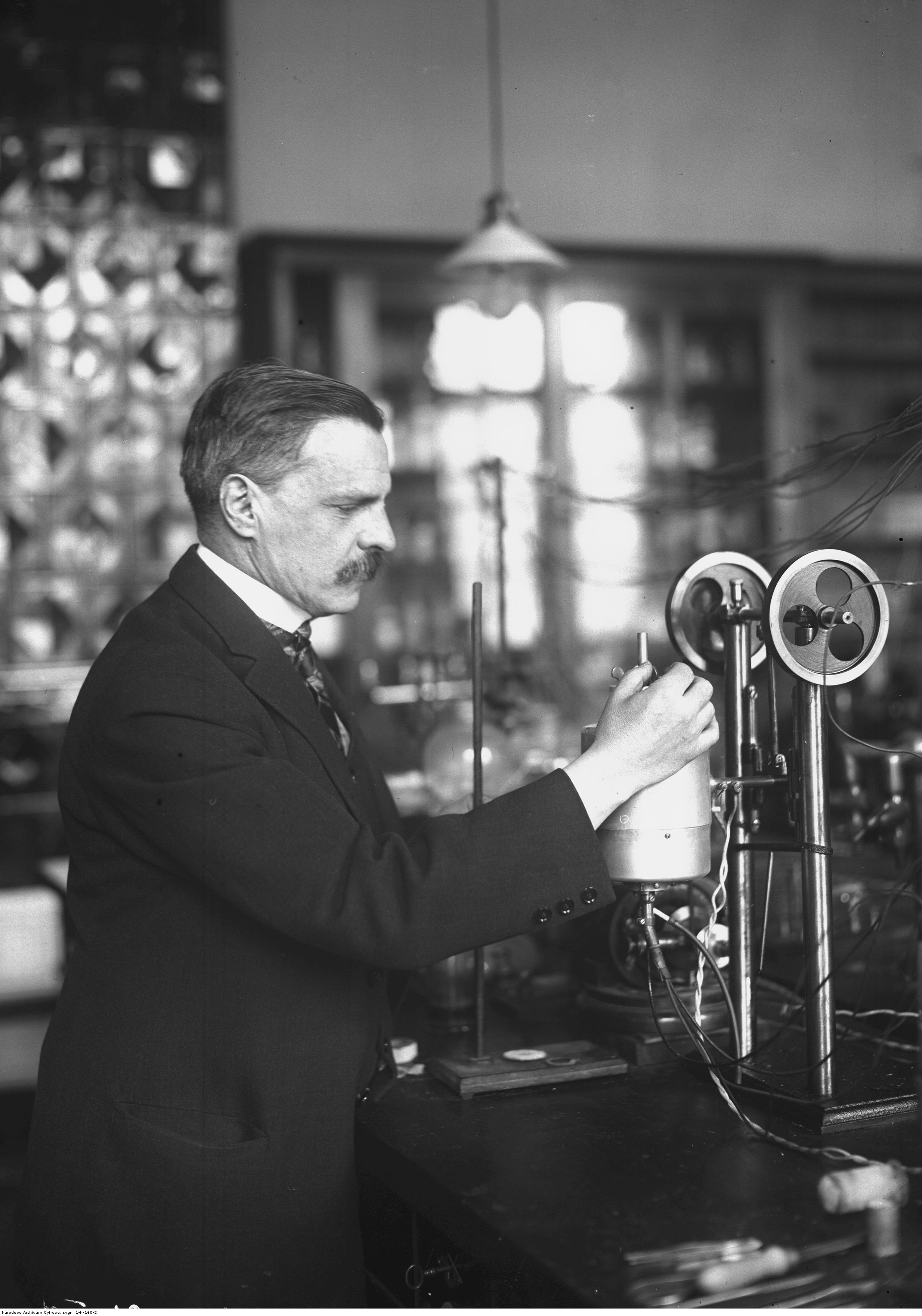
Tadeusz Estreicher (1928)

Pochodził ze znanej krakowskiej rodziny Estreicherów, był synem Karola, bratem Stanisława. Studiował na Uniwersytecie Jagiellońskim chemię – był uczniem Karola Olszewskiego i Zygmunta Wróblewskiego. W 1897  Estreicher uzyskał doktorat. Następnie jako stypendysta Akademii Umiejętności wyjeżdża na studia zagraniczne w Berlinie (1897) w Lipsku (1897–1898) i w Londynie (1899). W roku 1906 otrzymał Estreicher zaproszenie do objęcia katedry chemii na uniwersytecie we Fryburgu w Szwajcarii i podjął obowiązki profesora nadzwyczajnego chemii nieorganicznej i ogólnej oraz kierownika II Zakładu Chemicznego na Wydziale Nauk Przyrodniczych. Zorganizował we Fryburgu laboratorium kriogeniczne wzorowane na pracowni Olszewskiego i prowadził badania z dziedziny niskotemperaturowej kalorymetrii do 1919.
Był członkiem Szwajcarskiego Komitetu Generalnego Pomocy Ofiarom Wojny w Polsce.
Po śmierci Olszewskiego i odzyskaniu niepodległości przez Polskę wrócił do Krakowa, gdzie objął katedrę chemii na UJ. Wykładał również chemię malarską na Akademii Sztuk Pięknych do 1922. W roku akademickim 1923/24 był dziekanem Wydziału Filozoficznego UJ. W roku 1926 zreorganizował Oddział Farmaceutyczny UJ i był jego dyrektorem aż do 1947, gdy stał się on samodzielnym Wydziałem Farmaceutycznym. Wraz z bratem Stanisławem został aresztowany 6 listopada 1939 podczas Sonderaktion Krakau, zdołał jednak przeżyć uwięzienie w obozie Sachsenhausen i powrócić po wojnie na uczelnię. W 1947 przeszedł na emeryturę. Prowadził jeszcze zlecone wykłady z chemii analitycznej. Został pochowany w grobowcu rodzinnym na Cmentarzu Rakowickim.
Wyznaczył temperaturę wrzenia i topnienia chlorowodoru, skonstruował urządzenie do skraplania wodoru. Założył i był prezesem Towarzystwa Popierania Nauk Farmaceutycznych. Autor wielu prac z działu językoznawstwa dotyczących słownictwa chemicznego i farmaceutycznego.
Jego synem był etnomuzykolog Zygmunt Estreicher.